# Phentolamine
La phentolamine, est un médicament, de type alpha-bloquant, administrée par voie intra veineuse et utilisée dans les urgences hypertensives. Elle est vendue, entre autres sous le nom de marque, Regitine.

## Usage médical
La phentolamine est un médicament utilisé pour traiter l'hypertension artérielle dans les phéochromocytomes, à la suite de l'entrée de noradrénaline dans les tissus mous, et les urgences hypertensives. Elle est administrée par injection. Lorsqu'elle est injectée dans une veine, les effets se produisent dans les 2 minutes et durent jusqu'à 30 minutes,.

## Effets secondaires
Les effets secondaires courants comprennent les douleurs abdominales, les nausées, la diarrhée, les bouffées vasomotrices, le nez bouché et l'hypotension artérielle en position debout ; d'autres effets secondaires peuvent inclure l'infarctus du myocarde et le priapisme. La sécurité pendant la grossesse n'est pas claire. C'est un alpha bloquant.

## Histoire
La phentolamine a été approuvée pour un usage médical aux États-Unis en 1952. Aux États-Unis, il en coûte environ 460 dollars américains par dose à partir de 2021. Au Royaume-Uni, il est disponible avec l'aviptadil pour le traitement de la dysfonction érectile,,.